# حدأة قائمة

طائرة ورقية قائمة الزاوية، الشكل محاط بدائرة خارجية محيطة ودائرة داخلية مماسية للأضلاع مع زاويتان قائمتان متقابلتان.

الحدأة القائمة (بالإنجليزية: Right kite)‏، أطلق عليها غياث الدين الكاشي اسم اللَّوْزَة، في الهندسة الإقليدية هو طائرة ورقية (رباعي الأضلاع متساوي الضلعان المتجاوران) يمكن أن تُحوَّط بدائرة، أي أنها مضلع محدب ذو زاوتين قائمتين متقابلتين، وشرط تواجد زاوتين قائمتين تمامًا في المضلع أن تكون كل زاوية محصورة بين ضلعين مختلفين بالطول، تُصنف كل الطائرات قائمة الزواية على أنها رباعي أضلاع ثنائي المركز (للدائرة الخارجية المحيطة، والدائرة الداخلية المماسية)، القطر الأطول للجسم وهو خط التماثل المار خلال مركزي الدائرتين يقطع الطائرة قائمة الزواية إلى مثلثين قائمي الزوايا وهو أيضًا قطر الدائرة الخارجية.

## حالة خاصة
يعتبر المربع المتساوي الأضلاع والقطرين والمحاط بدائرة خارجية ومماس لدائرة داخلية والدائرتان متحدتا المركز طائرة ورقية قائمة الزواية.

## خصائص
يكون الشكل الرباعي طائرة ورقية متساوية الأضلاع إذا وفقط إذا أحيط بدائة خارجية تقطع الرؤوس الأربعة، يكافئ هذا الشرط إمتلاك الطائرة لزاويتين قائمتين متقابلتين.

## الصيغة الرياضية
لأن الطائرة الورقية قائمة الزواية يمكن أن تقسم إلى مثلثين قائمي الزوايا، يمكن بسهولة إيجاد صيغة رياضية لها بمعرفة خصائص المثلثات القائمة، في الطائرة التي تتكون من الزوايا ({\displaystyle ABCD}) الزاويتان المتقابلتان ({\displaystyle B} و{\displaystyle D}) قائمتان، والزاويتان الأخرتان يمكن حسابها بالشكل:
{\displaystyle \tan {\frac {A}{2}}={\frac {b}{a}},\qquad \tan {\frac {C}{2}}={\frac {a}{b}}}
حيث أن ({\displaystyle a=AB=AD}) و({\displaystyle b=BC=CD})، وتكون مساحة شكل الطائرة:
{\displaystyle \displaystyle K=ab}
المستقيم ({\displaystyle AC}) الذي يمثل القطر الكبير للشكل وخط التماثل، طوله يساوي:
{\displaystyle p={\sqrt {a^{2}+b^{2}}}}
و لأن القطران عموديان على بعضها (الطائرة الورقية هي أيضًا رباعي متعامد القطرين [الإنجليزية] بمساحة تساوي {\displaystyle K={\frac {pq}{2}}})، القطر الآخر ({\displaystyle BD}) يكون طوله:
{\displaystyle q={\frac {2ab}{\sqrt {a^{2}+b^{2}}}}.}
نصف قطر الدائرة الخارجية المحيطة حسب نظرية فيثاغورس يكون:
{\displaystyle R={\frac {\sqrt {a^{2}+b^{2}}}{2}}}
ولأن كل أشكال الطائرات القائمة هي رباعي أضلاع مماسي يكون محيط الدائرة الداخلية:
{\displaystyle r={\frac {K}{s}}={\frac {ab}{a+b}}}
حيث أن ({\displaystyle s}) يمثل (نصف المحيط)؛ تصبح مساحة الطائرة بدلالة أقطار الدائرتان الخارجية والداخلية:
{\displaystyle K=r(r+{\sqrt {4R^{2}+r^{2}}}).}
وإذا اخذنا المقاطع الممتدة من تقاطع الأقطار إلى رؤوس الشكل بالترتيب بإتجاه عقارب الساعة ({\displaystyle d_{1}} و{\displaystyle d_{2}} و{\displaystyle d_{3}} و{\displaystyle d_{4}}) يكون:
{\displaystyle d_{1}d_{3}=d_{2}d_{4}}
وهذه هي نتيجة مباشرة لمبرهنة المتوسط الهندسي [الإنجليزية].

## الثِّنْوِيَّة
المضلع الثِّنْوِيّ [الإنجليزية] للطائرة الورقية القائمة هو شبه منحرف مماسي متساوي الساقين.

## تعريف آخر
يمكن أن يشير أحيانا مصطلح طائرة ورقية قائمة الزوايا إلى شكل الطائرة بزاوية قائمة واحدة، في هذه الحالة يجب أن تكون الزاوية القائمة محصورة بين ضلعين متساوين بالطول، والصيغ الرياضية أعلاه لا تنطبق عليها.

## طالع أيضًا
- دوائر داخلية وخارجية لمثلث
- مضلع محدب
- هندسة إقليدية
- تربيع الدائرة